# Rio Albești (Vedea)
O Rio Albeşti é um rio da Romênia afluente do rio Vedea, localizado no distrito de lt.